# Pino d’Asti
Pino d’Asti ist eine italienische Gemeinde in der Provinz Asti (AT), Region Piemont.

## Lage und Einwohner
Pino d’Asti liegt 30 km nordwestlich von der Provinzhauptstadt Asti entfernt. Das Gemeindegebiet umfasst eine Fläche von vier km² und hat 216 Einwohner (Stand 31. Dezember 2023). Die Nachbargemeinden sind Albugnano, Castelnuovo Don Bosco und Passerano Marmorito.

## Kulinarische Spezialitäten
Bei Pino d’Asti werden Reben der Sorte Barbera für den Barbera d’Asti, einen Rotwein mit DOCG Status, sowie für den Barbera del Monferrato angebaut.